# 1992 في الولايات المتحدة
فيما يلي قوائم الأحداث التي وقعت خلال عام 1992 في الولايات المتحدة.

## أحداث
- 30 يوليو – تي دابليو إيه الرحلة 843
- 22 مارس – خطوط الولايات المتحدة الجوية الرحلة 405

## سياسة

### تعيين في المنصب
- 1 يناير – جيفري سميث عضو مجلس نواب مسيسيبي.
- 1 يناير – ديبي واسرمان شولتز عضو مجلس نواب فلوريدا.
- 1 يناير – رون كلاين عضو مجلس نواب فلوريدا.
- 1 يناير – ليندسي غراهام عضو مجلس نواب كارولاينا الجنوبية.
- 24 فبراير – أندرو كارد وزير النقل الأمريكي.
- 7 يوليو – شون تشارلز أوكيف الأمين العام.
- 26 سبتمبر – انتوني برينسيبي وزير شؤون المحاربين القدامى في الولايات المتحدة.
- 7 ديسمبر – باربرا لي عضو جمعية ولاية كاليفورنيا.
- 7 ديسمبر – هيلدا سوليس عضو جمعية ولاية كاليفورنيا.
- 8 ديسمبر – لورانس ايغلبرغر وزير الخارجية الأمريكي.
- 12 ديسمبر – جيم غاي تاكر حاكم أركنساس  [لغات أخرى]‏.
- 14 ديسمبر – كينت كونراد عضو مجلس الشيوخ الأمريكي.
- 15 ديسمبر – إد شافر حاكم شمال داكوتا [الإنجليزية]‏.

### انتهاء فترة المنصب
- 1 يناير – جان دي هال عضو مجلس نواب أريزونا.
- 1 يناير – غوين مور عضو جمعية ولاية ويسكونسن.
- 14 يناير – راي مابوس حاكم ميسيسيبي [الإنجليزية]‏.
- 23 أغسطس – جيمس بيكر وزير الخارجية الأمريكي.
- 30 نوفمبر – باربرا لي عضو جمعية ولاية كاليفورنيا.
- 8 ديسمبر – لورانس ايغلبرغر نائب وزير خارجية الولايات المتحدة [الإنجليزية]‏.
- 12 ديسمبر – بيل كلينتون حاكم أركنساس  [لغات أخرى]‏.
- 12 ديسمبر – جيم غاي تاكر نائب حاكم أركنساس [الإنجليزية]‏.
- 14 ديسمبر – كينت كونراد عضو مجلس الشيوخ الأمريكي.

## رياضة
- 1 يناير – أمريكا المفتوحة 1992

## ظهور
- 1 يناير – آوت
- 1 يناير – بلينك-182
- 1 يناير – كليبس
- 1 يناير – هيب هوب تجريبي
- 1 يناير – ويزر
- 6 أبريل – بارني والأصدقاء

## أفلام
من الأفلام التي صدرت هذه السنة في الولايات المتحدة:
- 1 يناير – آخر الموهيكان من إخراج مايكل مان.
- 1 يناير – أروع ساعة من إخراج شمعون دوتان.
- 1 يناير – أمير المد والجزر من إخراج باربرا سترايساند.
- 1 يناير – المخلوقات 4 من إخراج Rupert Harvey ‏.
- 1 يناير – النهر يجري من خلالها من إخراج روبرت ريدفورد.
- 1 يناير – بافي قاتلة مصاصي الدماء من إخراج فران روبل كوزوي [الإنجليزية]‏.
- 1 يناير – بجزي من إخراج باري ليفنسون.
- 1 يناير – تحت الحصار من إخراج أندرو دايفيز.
- 1 يناير – جيش الظلام من إخراج سام رايمي.
- 1 يناير – حيوان أليف أو لحمة من إخراج مايكل مور.
- 1 يناير – ذا باور أوف ون من إخراج جون أفليدسن.
- 1 يناير – روبي القاهرة من إخراج غرايم كليفورد.
- 1 يناير – ريد روك ويست من إخراج جون داهل.
- 1 يناير – شهر العسل في فيجاس من إخراج أندرو بيرغمان.
- 1 يناير – طلقات سريعة من إخراج دوايت إتش ليتل.
- 1 يناير – عطر امرأة من إخراج مارتن بريست.
- 1 يناير – غريزة أساسية من إخراج بول فيرهويفن.
- 1 يناير – فار آند أوي من إخراج رون هاوارد.
- 1 يناير – فتاتي من إخراج Howard Zieff [الإنجليزية]‏.
- 1 يناير – لأين يأخذك اليوم من إخراج مارك روكو.
- 1 يناير – لبلاب سام من إخراج كات شي.
- 1 يناير – مالكوم إكس من إخراج سبايك لي.
- 21 يناير – كلاب المستودع من إخراج كوينتن تارانتينو.
- 22 مارس – المستقنع السري من إخراج Michael Pressman [الإنجليزية]‏.
- 10 أبريل – نيوزيس من إخراج كيني أورتيغا.
- 22 مايو – إنسينو مان من إخراج Les Mayfield [الإنجليزية]‏.
- 22 مايو – فضائي 3 من إخراج ديفيد فينشر.[1]
- 5 يونيو – ألعاب وطنية من إخراج فيليب نويس.[2]
- 16 يونيو – عودة الرجل الوطواط من إخراج تيم برتون.
- 10 يوليو – جندي عالمي من إخراج رولان إيميريش.[3]
- 31 يوليو – الموت أصبح هي من إخراج روبرت زيميكس.
- 3 أغسطس – غير مغفور من إخراج كلينت إيستوود.[4]
- 4 سبتمبر – بوب روبرتس من إخراج تيم روبنز.[5]
- 13 نوفمبر – دراكولا من إخراج فرانسيس فورد كوبولا.
- 20 نوفمبر – وحيد في المنزل 2: ضائع في نيويورك من إخراج كريس كولومبوس.[6]
- 25 نوفمبر – الحارس الشخصي من إخراج ميك جاكسون (مخرج أفلام).[7]
- 9 ديسمبر – القليل من الرجال الفاضلين من إخراج روب راينر.[8]
- 18 ديسمبر – تشابلن من إخراج ريتشارد أتينبورو.
- 20 ديسمبر – جي اف كي من إخراج أوليفر ستون.

## برامج ومسلسلات وأنمي
- غارفيلد والأصدقاء
- أبناء توم وجيري
- تايني تون

## موسيقى

### أغاني
من الأغاني التي صدرت هذه السنة في الولايات المتحدة:
- 4 أكتوبر – كومو فلور من غناء سيلينا.

## كتب
من الكتب التي صدرت هذه السنة في الولايات المتحدة:
- 1 يناير – إسماعيل من تأليف دانيال كوين.
- 1 يناير – مجوهرات من تأليف دانيال ستيل.
- 1 يناير – نهاية التاريخ والإنسان الأخير من تأليف فرانسيس فوكوياما.
- 1 فبراير – قضية البجع من تأليف جون غريشام.
- 1 يوليو – اليعسوب في الكهرمان من تأليف ديانا غابالدون.

## مواليد

### يناير
- 1 يناير – غلين كوسي لاعب كرة سلة أمريكي.
- 3 يناير – دوغ مكديرموت لاعب كرة سلة أمريكي.
- 3 يناير – روندا هوليس جيفرسون لاعب كرة سلة أمريكي.
- 6 يناير – لادونتي هينتون لاعب كرة سلة من الولايات المتحدة الأمريكية.
- 7 يناير – بورنز
- 7 يناير – جيمس بيل لاعب كرة سلة من الولايات المتحدة الأمريكية.[9]
- 8 يناير – ستيفاني دولسون لاعبة كرة سلة أمريكية.
- 9 يناير – تيرنس جونز لاعب كرة سلة من الولايات المتحدة الأمريكية.
- 9 يناير – كودي ميلر سبّاح من الولايات المتحدة الأمريكية.
- 16 يناير – ويل شيهي لاعب كرة سلة أمريكي.
- 17 يناير – فرانتس ماسينات لاعب كرة سلة أمريكي.
- 19 يناير – شون جونسون لاعبة جمباز فني من الولايات المتحدة الأمريكية.[10]
- 19 يناير – لوجان ليرمان ممثل أمريكي.[11]
- 19 يناير – مالكولم ميلر مغني أمريكي.
- 26 يناير – ساشا بانكس ساشا بانكس.[12]
- 29 يناير – ماركيل براون لاعب كرة سلة أمريكي.

### فبراير
- 1 فبراير – باتريك يونغ لاعب كرة سلة من الولايات المتحدة الأمريكية.
- 1 فبراير – دلما رشدي ملحس فارسة سعودية.
- 3 فبراير – دانيال شميت لاعب كرة قدم ياباني.[13]
- 4 فبراير – فرانكي غوميز ملاكم من الولايات المتحدة الأمريكية.
- 6 فبراير – تريسي أبرامز لاعب كرة سلة أمريكي.
- 11 فبراير – تايلور لوتنر[14]
- 11 فبراير – واين بلاكشير لاعب كرة سلة من الولايات المتحدة الأمريكية.
- 13 فبراير – جوش غاسر لاعب كرة سلة أمريكي.
- 13 فبراير – كيث أبلينغ لاعب كرة سلة أمريكي.
- 17 فبراير – ميغان جيتي مارتن
- 20 فبراير – جوردان هوبر لاعبة كرة سلة أمريكية.
- 21 فبراير – دانيال كوساكوسكي لاعب كرة مضرب أمريكي.
- 22 فبراير – ناتاشا كلاود لاعبة كرة سلة أمريكية.
- 26 فبراير – ألكسندريا ميلس
- 27 فبراير – مايرز ليونارد لاعب كرة سلة أمريكي.

### مارس
- 4 مارس – جاريد سلينجير لاعب كرة سلة أمريكي.
- 5 مارس – مات ستاينبروك لاعب كرة سلة أمريكي.
- 10 مارس – إميلي أوسمنت ممثلة أمريكية.
- 16 مارس – بريت دافرن ممثل أمريكي.
- 16 مارس – تيم هارداواي جونيور لاعب كرة سلة أمريكي.
- 21 مارس – تشيني أوغوميك لاعبة كرة سلة أمريكية.
- 22 مارس – جيسي آندروز ممثلة اباحية أمريكية.[15]
- 25 مارس – تي جاي ماكونيل لاعب كرة سلة أمريكي.
- 25 مارس – جاي باوي لاعب كرة سلة أمريكي.
- 25 مارس – جويل دياز جونيور ملاكم من الولايات المتحدة الأمريكية.
- 25 مارس – شون جونز لاعب كرة سلة أمريكي.

### أبريل
- 2 أبريل – ستيفان هيكس
- 4 أبريل – اليكسا نيكولاس[16]
- 6 أبريل – بياتريس كابرا لاعبة كرة مضرب أمريكية.
- 7 أبريل – أليكسس جوردان
- 7 أبريل – توني ميتشل لاعب كرة سلة من الولايات المتحدة الأمريكية.
- 8 أبريل – جاي جاي أوبراين لاعب كرة سلة أمريكي.
- 9 أبريل – ألين كراب لاعب كرة سلة أمريكي.
- 11 أبريل – أليكس كلاي لاعب كرة قدم أمريكي.[17]
- 12 أبريل – أليسا توماس لاعبة كرة سلة من الولايات المتحدة الأمريكية.
- 15 أبريل – دياندري دانيلز لاعب كرة سلة أمريكي.
- 18 أبريل – كلوي بينيت
- 24 أبريل – جو كيري ممثل أفلام من الولايات المتحدة الأمريكية.[18]
- 25 أبريل – أدريا أرخونا ممثلة أمريكية.[19]
- 26 أبريل – ديلون رايت لاعب كرة سلة أمريكي.
- 27 أبريل – جيمس ديوك ميسون ابن بليندا كارلايل.

### مايو
- 4 مايو – اشلي ريكاردز ممثلة أمريكية.
- 4 مايو – شوني شيميل لاعبة كرة سلة أمريكية.
- 4 مايو – فيكتور أولاديبو لاعب كرة سلة أمريكي.
- 5 مايو – كيندال غراي لاعب كرة سلة أمريكي.
- 6 مايو – سيردومينيك بوينتر لاعب كرة سلة أمريكي.
- 7 مايو – تايلر جونسون لاعب كرة سلة أمريكي.
- 7 مايو – رايان هاريسون لاعب كرة مضرب أمريكي.
- 8 مايو – اوليفيا كالبو
- 11 مايو – كريستينا مكهيل لاعبة كرة مضرب من الولايات المتحدة.
- 12 مايو – مالكولم ديفيد كيلي ممثل أمريكي.
- 14 مايو – جوشوا سميث لاعب كرة سلة أمريكي.
- 15 مايو – خوسيه بينافيدز ملاكم من الولايات المتحدة الأمريكية.
- 17 مايو – عمرو طارق لاعب كرة قدم مصري.[20]
- 18 مايو – تيريزا بلايزانس لاعبة كرة سلة من الولايات المتحدة الأمريكية.
- 18 مايو – سبنسر بريسلين ممثل أمريكي.[21]
- 21 مايو – أوليفيا أولسون[22]
- 22 مايو – دي جاي نيوبيل لاعب كرة سلة من الولايات المتحدة الأمريكية.
- 23 مايو – جوفونتي ريديك لاعب كرة سلة أمريكي.
- 24 مايو – إيريك هانسن
- 24 مايو – ترافيس تي فلوري
- 28 مايو – ديمون بروكس لاعب كرة سلة أمريكي.
- 29 مايو – ميلسان باسابي لاعب كرة سلة أمريكي.
- 30 مايو – جيرمي لامب لاعب كرة سلة أمريكي.
- 30 مايو – هاريسون بارنز لاعب كرة سلة أمريكي.

### يونيو
- 1 يونيو – خافيير مونفورد لاعب كرة سلة أمريكي.
- 3 يونيو – كوري كارتر واثبة حواجز من الولايات المتحدة الأمريكية.[23]
- 6 يونيو – آبي كوب
- 6 يونيو – ميتش مكجاري لاعب كرة سلة أمريكي.
- 7 يونيو – جوردن كلاركسون لاعب كرة سلة أمريكي.
- 10 يونيو – كيت ابتون ممثلة وعارضة أمريكية.
- 14 يونيو – داريل صبارة ممثل أمريكي.
- 15 يونيو – كريستي آهن لاعبة كرة مضرب من الولايات المتحدة الأمريكية.
- 18 يونيو – ريتشارد سولومون لاعب كرة سلة أمريكي.
- 21 يونيو – ماكس شنايدر
- 23 يونيو – بريدجيت سلون لاعبة جمباز فني من الولايات المتحدة الأمريكية.
- 25 يونيو – كايلا ماكبرايد لاعبة كرة سلة أمريكية.
- 26 يونيو – أكيل ميتشل لاعب كرة سلة أمريكي.
- 26 يونيو – جينيت مكوردي[24]
- 26 يونيو – ميلاني أمارو
- 27 يونيو – جوزيف يونغ لاعب كرة سلة أمريكي.
- 29 يونيو – أدم ج. سيفاني
- 30 يونيو – داستن هوج لاعب كرة سلة أمريكي.

### يوليو
- 1 يوليو – ميا مالكوفا ممثلة إباحية أمريكية ولدت يوم 1تموز1992 في مدينة بالم سبرينغس بولاية كاليفورنيا الأمريكية.[25]
- 1 يوليو – نيك مور لاعب كرة سلة أمريكي.
- 2 يوليو – ديفين أوليفر لاعب كرة سلة أمريكي.
- 4 يوليو – كوتي كلارك لاعب كرة سلة أمريكي.
- 4 يوليو – كولبي بوثمان ممثل أمريكي.
- 7 يوليو – ميغيل فلوريس ملاكم من الولايات المتحدة الأمريكية.
- 8 يوليو – زاندر موبس
- 8 يوليو – ساندي موريس لاعبة قفز بالزانة أمريكية.[26]
- 10 يوليو – أنجل هاز
- 10 يوليو – أيه جاي إنغليش لاعب كرة سلة من الولايات المتحدة الأمريكية.
- 12 يوليو – أنتوني فروبليكي لاعب كرة سلة من الولايات المتحدة الأمريكية.
- 13 يوليو – أوديسي سيمز لاعبة كرة سلة أمريكية.
- 13 يوليو – ديلان باتون[27]
- 14 يوليو – رايفونتي رايس لاعب كرة سلة أمريكي.
- 14 يوليو – مارشال بلوملي لاعب كرة سلة أمريكي.
- 15 يوليو – بورتر روبنسون
- 15 يوليو – توبياس هاريس لاعب كرة سلة أمريكي.
- 22 يوليو – سيلينا غوميز سيلينا غوميز.[28]
- 22 يوليو – فاندر بلو لاعب كرة سلة أمريكي.
- 23 يوليو – أليك براون لاعب كرة سلة أمريكي.
- 26 يوليو – والتر ليمون جونيور لاعب كرة سلة من الولايات المتحدة الأمريكية.
- 28 يوليو – سبنسر بلدمان
- 30 يوليو – فابيانو كاروانا[29]

### أغسطس
- 1 أغسطس – أوستن ريفرز لاعب كرة سلة أمريكي.
- 1 أغسطس – بن روزنفيلد ممثل أمريكي.[30]
- 1 أغسطس – تريفور كوني لاعب كرة سلة من الولايات المتحدة الأمريكية.
- 1 أغسطس – جوردان سيبرت لاعب كرة سلة أمريكي.
- 2 أغسطس – هالي آيزينبيرغ ممثلة أمريكية.[31]
- 3 أغسطس – كارلي كلوس
- 4 أغسطس – تيفاني إيفانز[32]
- 5 أغسطس – كوري والدن لاعب كرة سلة أمريكي.
- 8 أغسطس – إيمانويل رودريغيز ملاكم من الولايات المتحدة الأمريكية.
- 9 أغسطس – مايكل كوبنز لاعب كرة سلة أمريكي.
- 11 أغسطس – برايس كوتون لاعب كرة سلة أمريكي.
- 12 أغسطس – خوسيه راميريز ملاكم مكسيكي.
- 13 أغسطس – أوكارو وايت لاعب كرة سلة أمريكي.
- 13 أغسطس – تايرون جارلاند لاعب كرة سلة من الولايات المتحدة الأمريكية.
- 18 أغسطس – فرانسيس كوباين فنانة أمريكية.
- 20 أغسطس – ديمي لوفاتو[33]
- 21 أغسطس – آر جي مت ممثل أمريكي.[34]
- 21 أغسطس – برايس ديجين جونز لاعب كرة سلة من الولايات المتحدة الأمريكية.
- 25 أغسطس – إيميلي وورين[35]
- 26 أغسطس – هايلي هاسيلهوف ممثلة أمريكية.[36]
- 27 أغسطس – أيه جاي هامونز لاعب كرة سلة أمريكي.
- 27 أغسطس – سارة عطار[37]
- 31 أغسطس – جاهي كارسون لاعب كرة سلة أمريكي.

### سبتمبر
- 2 سبتمبر – مادلين بايلي مغنية أمريكية.[38]
- 3 سبتمبر – أوغست أنتوني السينا[39]
- 8 سبتمبر – تيمي فاجبنل لاعبة كرة سلة من المملكة المتحدة.
- 10 سبتمبر – آرون وايت لاعب كرة سلة من الولايات المتحدة الأمريكية.[40]
- 10 سبتمبر – ريكي ليدو لاعب كرة سلة من الولايات المتحدة الأمريكية.
- 14 سبتمبر – جميل ماكاي
- 14 سبتمبر – كونور الحقول درّاج طريق من الولايات المتحدة الأمريكية.
- 17 سبتمبر – داريون آتكينز لاعب كرة سلة أمريكي.
- 18 سبتمبر – آمبر ليو
- 18 سبتمبر – نيك جوناس مغني أمريكي.
- 19 سبتمبر – بالمر لوكي
- 21 سبتمبر – ديفين ماربل لاعب كرة سلة أمريكي.
- 24 سبتمبر – جاك سوك لاعب كرة مضرب أمريكي.[41]
- 30 سبتمبر – بريا هارتلي لاعبة كرة سلة أمريكية.
- 30 سبتمبر – جمال برانش
- 30 سبتمبر – عزرا ميلر ممثل أمريكي.[42]

### أكتوبر
- 1 أكتوبر – لايلاني ليان ممثلة اباحية أمريكية.[43]
- 3 أكتوبر – ليفي راندولف لاعب كرة سلة أمريكي.
- 5 أكتوبر – كودي زيلر لاعب كرة سلة أمريكي.
- 7 أكتوبر – ويل كامينغز لاعب كرة سلة أمريكي.
- 8 أكتوبر – تيران بتواي لاعب كرة سلة أمريكي.
- 9 أكتوبر – جيريان غرانت لاعب كرة سلة أمريكي.[44]
- 10 أكتوبر – أنتوني براون لاعب كرة سلة من الولايات المتحدة الأمريكية.
- 11 أكتوبر – كاردي بي[45]
- 12 أكتوبر – تري فريمان لاعب كرة سلة من الولايات المتحدة الأمريكية.
- 12 أكتوبر – جوش هوتشرسن[46]
- 12 أكتوبر – شين لاركن لاعب كرة سلة أمريكي.
- 13 أكتوبر – آرون ديسميوك ممثل أمريكي.
- 13 أكتوبر – شيلبي روجرز لاعبة كرة مضرب أمريكية.
- 17 أكتوبر – جاكوب أرتيست ممثل أمريكي.[47]
- 20 أكتوبر – رودني هود لاعب كرة سلة أمريكي.
- 20 أكتوبر – كايل ويلتجير
- 22 أكتوبر – سامانثا لوجيك لاعبة كرة سلة أمريكية.
- 22 أكتوبر – صوفيا فاسيليفا ممثلة أمريكية.
- 25 أكتوبر – كيمي كراوفورد عارضة من الولايات المتحدة الأمريكية.
- 28 أكتوبر – ليكسي إينسورث ممثلة أمريكية.[48]
- 31 أكتوبر – فانيسا مارانو ممثلة أمريكية.

### نوفمبر
- 1 نوفمبر – سيماج كريستون لاعب كرة سلة أمريكي.
- 5 نوفمبر – جافون مكريا لاعب كرة سلة أمريكي.
- 12 نوفمبر – تري بيرك لاعب كرة سلة أمريكي.[49]
- 13 نوفمبر – شاباز محمد لاعب كرة سلة أمريكي.
- 15 نوفمبر – إم جاي ريت لاعب كرة سلة من الولايات المتحدة الأمريكية.
- 15 نوفمبر – بوبي وود لاعب كرة قدم أمريكي.[50]
- 18 نوفمبر – كوينسي ميلر لاعب كرة سلة أمريكي.
- 18 نوفمبر – مايكل هوليفيلد لاعب كرة سلة أمريكي.
- 20 نوفمبر – مارك تايلر أرنولد لاعب شطرنج من الولايات المتحدة الأمريكية.
- 22 نوفمبر – أنتوني هيكي لاعب كرة سلة أمريكي.
- 23 نوفمبر – مايلي سايرس مغنية، ممثلة وكاتبة أمريكية.[51]
- 28 نوفمبر – آدم هيكس

### ديسمبر
- 1 ديسمبر – غاري بايتون الثاني لاعب كرة سلة أمريكي.
- 2 ديسمبر – بول جيسبرسون
- 4 ديسمبر – ريان أندرسون لاعب كرة سلة من الولايات المتحدة الأمريكية.
- 5 ديسمبر – أنخيل رودريغيز لاعب كرة سلة بورتوريكي.
- 6 ديسمبر – كاميرون بوبير متسابق دراجات نارية من الولايات المتحدة الأمريكية.
- 8 ديسمبر – كاتي ستيفنز
- 9 ديسمبر – جوناثان هولمز لاعب كرة سلة أمريكي.
- 10 ديسمبر – ستيفن زاك لاعب كرة سلة من الولايات المتحدة الأمريكية.
- 11 ديسمبر – أندريه هولينز
- 11 ديسمبر – تيفاني ألفورد
- 11 ديسمبر – مالكولم بروجدون لاعب كرة سلة أمريكي.
- 18 ديسمبر – بريجيت مندلر[52]
- 18 ديسمبر – جاباري براون لاعب كرة سلة أمريكي.
- 18 ديسمبر – ريان كروسر رياضي أمريكي.[53]
- 18 ديسمبر – نيك زيسلوفت لاعب كرة سلة من الولايات المتحدة الأمريكية.
- 21 ديسمبر – شيلدون ماكليلان لاعب كرة سلة من الولايات المتحدة الأمريكية.
- 22 ديسمبر – نيك جونسون لاعب كرة سلة أمريكي.
- 23 ديسمبر – سبنسر دانيلز ممثل أمريكي.[54]
- 23 ديسمبر – كندريك بيري لاعب كرة سلة أمريكي.
- 24 ديسمبر – بي جي هيرستون لاعب كرة سلة من الولايات المتحدة الأمريكية.
- 25 ديسمبر – رايتشل كيلر
- 26 ديسمبر – بايرون ويسلي لاعب كرة سلة أمريكي.
- 27 ديسمبر – ريان بوترايت لاعب كرة سلة أمريكي.

## وفيات

### يناير
- 1 يناير – تيبي لاركن (مواليد 1917) ملاكم من الولايات المتحدة الأمريكية.
- 1 يناير – جريس هوبر (مواليد 1906) عالمة حاسب آلي أمريكية، وضابطة في البحريّة.[55]
- 9 يناير – ستيف برودي (مواليد 1919)[56]
- 17 يناير – هنري ستومل (مواليد 1920)[57]
- 22 يناير – بيلي غراهام (مواليد 1922) ملاكم من الولايات المتحدة الأمريكية.
- 26 يناير – خوسيه فيرير (مواليد 1912)[58]

### فبراير
- 2 فبراير – بيرت متنزهات (مواليد 1914)[59]
- 2 فبراير – وليام هنري بيكر (مواليد 1909)[60]
- 4 فبراير – جون دينر (مواليد 1915)[61]
- 10 فبراير – أليكس هيلي (مواليد 1921)[62]
- 11 فبراير – راي دانتون (مواليد 1931) ممثل ومخرج أمريكي.[63]

### مارس
- 2 مارس – إدوارد دفيت (مواليد 1911) سياسي أمريكي.[64]
- 2 مارس – ساندرا دنيس (مواليد 1937)[65]
- 4 مارس – باري لورنتز (مواليد 1905)[66]
- 11 مارس – ريتشارد بروكس (مواليد 1912)[67]
- 14 مارس – رالف جيمس (مواليد 1924) ممثل من الولايات المتحدة الأمريكية.
- 17 مارس – جاك أرنولد (مواليد 1916)[68]
- 20 مارس – جورج ويلان أندرسون، الابن (مواليد 1906)[69]
- 22 مارس – آرثر كرونكويست (مواليد 1919) عالم نبات أمريكي.[70]
- 25 مارس – فلورنسا فان ستراتن (مواليد 1913)[71]
- 27 مارس – جيمس إدوين ويب (مواليد 1906) سياسي أمريكي.[72]

### أبريل
- 5 أبريل – سام والتون (مواليد 1918)[73]
- 11 أبريل – جيمس براون (مواليد 1920)[74]
- 16 أبريل – نيفيل براند (مواليد 1920)[75]
- 21 أبريل – جيرالد فاينبيرغ (مواليد 1933) فيزيائي أمريكي.[76]
- 27 أبريل – جيرارد كي أونيل (مواليد 1927)[77]

### مايو
- 2 مايو – ويلبر ميلز (مواليد 1909) سياسي أمريكي.[78]
- 3 مايو – جورج مورفي (مواليد 1902) سياسي أمريكي.[79]
- 4 مايو – توماس باين أوتن (مواليد 1921) عَالِم من الولايات المتحدة الأمريكية.[80]
- 12 مايو – روبرت ريد (مواليد 1932)[81]
- 25 مايو – فيليب حبيب (مواليد 1920) دبلوماسي أمريكي.[82]

### يونيو
- 7 يونيو – بوب سويني (مواليد 1918) ممثل من الولايات المتحدة الأمريكية.[83]
- 10 يونيو – آل برايتمان (مواليد 1923)
- 17 يونيو – جون بلات (مواليد 1918) فيزيائي أمريكي.
- 22 يونيو – تشاك ميتشيل (مواليد 1927) ممثل أمريكي.
- 26 يونيو – جون جاكوب أستور السادس (مواليد 1912)[84]
- 27 يونيو – ألان جونز (مواليد 1907)[85]

### يوليو
- 2 يوليو – تشارلز ف برانان (مواليد 1903) سياسي أمريكي.
- 9 يوليو – إريك سيفاريد (مواليد 1912) صحفي أمريكي.[86]
- 12 يوليو – إلسي دريغس، أيداهو (مواليد 1985) فنانة أمريكية.[87]
- 17 يوليو – هيلارد بيل هنتنغتون (مواليد 1910) فيزيائي أمريكي.
- 18 يوليو – ويلا بياتريس (مواليد 1906)[88]
- 19 يوليو – ألن نيويل (مواليد 1927)[89]
- 30 يوليو – نيلس بوي (مواليد 1913) سياسي أمريكي.[90]

### أغسطس
- 1 أغسطس – كريستوفر جونسن مكندلز (مواليد 1968) مستكشف من الولايات المتحدة الأمريكية.
- 7 أغسطس – جون أندرسون (مواليد 1922)[91]
- 12 أغسطس – جون كيج (مواليد 1912)[92]
- 16 أغسطس – مالكولم أتيربوري (مواليد 1907) ممثل أمريكي.[93]
- 18 أغسطس – جون ستورجس (مواليد 1910) مخرج أفلام أمريكي.[94]
- 26 أغسطس – دانييل غورينشتاين (مواليد 1923) رياضياتي أمريكي.[95]
- 27 أغسطس – جورج اتش كير (مواليد 1911) دبلوماسي أمريكي.[96]

### سبتمبر
- 1 سبتمبر – موريس كارنوفسكي (مواليد 1897) سياسي أمريكي.[97]
- 2 سبتمبر – باربرا مكلنتوك (مواليد 1902) عالمة وراثة من الولايات المتحدة الأمريكية.[98]
- 4 سبتمبر – جون لويس سميث جونيور (مواليد 1912)
- 12 سبتمبر – رون وودروف (مواليد 1950)
- 16 سبتمبر – ميليسنت فينويك (مواليد 1910) سياسية أمريكية.[99]
- 19 سبتمبر – كيني هوارد (مواليد 1929) فنان من الولايات المتحدة الأمريكية.
- 21 سبتمبر – بيل وليامز (مواليد 1915)[100]

### أكتوبر
- 7 أكتوبر – آلن بلوم (مواليد 1930)[101]
- 8 أكتوبر – روبرت بيرديلا (مواليد 1949) قاتل متسلسل من الولايات المتحدة الأمريكية.
- 16 أكتوبر – تشارلي بورلي (مواليد 1917) ملاكم من الولايات المتحدة الأمريكية.[102]
- 16 أكتوبر – شيرلي بوث (مواليد 1898)[103]
- 21 أكتوبر – جيم غاريسون (مواليد 1921) قاضي أمريكي.[104]
- 25 أكتوبر – روجر ميلر (مواليد 1936)[105]
- 27 أكتوبر – ديفيد بوم (مواليد 1917)[106]

### نوفمبر
- 2 نوفمبر – روبرت أرنيسون (مواليد 1930) فنان أمريكي.[107]
- 2 نوفمبر – هال روتش (مواليد 1892)[108]
- 3 نوفمبر – جاك ديفيس (مواليد 1914) ممثل من الولايات المتحدة الأمريكية.
- 5 نوفمبر – ريتشارد هارتشورن (مواليد 1899)
- 7 نوفمبر – جاك كيلي (مواليد 1927) سياسي أمريكي.[109]
- 10 نوفمبر – تشاك كونرز (مواليد 1921)[110]
- 14 نوفمبر – كليم بيتشامب (مواليد 1898) ممثل أمريكي.
- 15 نوفمبر – بيلي هاسيت (مواليد 1921) لاعب كرة سلة أمريكي.
- 17 نوفمبر – تود آرمسترونغ (مواليد 1937) ممثل أمريكي.[111]
- 22 نوفمبر – ستيرلينغ هولواي (مواليد 1905) ممثل أمريكي.[112]
- 24 نوفمبر – ثيودور إديسون (مواليد 1898)
- 29 نوفمبر – روبرت سيمون (مواليد 1908)[113]

### ديسمبر
- 17 ديسمبر – دانا اندروز (مواليد 1909) ممثل أمريكي.[114]
- 20 ديسمبر – بيتر بروكو (مواليد 1903) ممثل أمريكي.
- 21 ديسمبر – ستيلا أدلر (مواليد 1901)[115]
- 22 ديسمبر – تشارلز بي بلاك (مواليد 1921) لاعب كرة سلة أمريكي.
- 24 ديسمبر – جاك نيكولز (مواليد 1926) لاعب كرة سلة أمريكي.